# Chrīstos Papoutsīs
Christos Papoutsis (Larissa, 11 aprile 1953) è un politico greco, Commissario europeo per l'energia, le piccole e medie imprese e il turismo nelle commissioni Santer e Commissione Marín. In seguito è stato ministro della marina mercantile (2000-2001) e della protezione civile (2010-2012).

## Biografia
Nato a Larissa, è cresciuto ad Atene, dove si è laureato in economia presso l'Università Nazionale Capodistriana. 

### Attività politica
Eurodeputato dal 1984 al 1995, dal 1987 è stato anche vicepresidente del gruppo del Partito Socialista Europeo. Nel 1995 è entrato a far parte della commissione Santer in qualità di Commissario europeo per l'energia, le piccole e medie imprese e il turismo, carica ricoperta anche nella successiva commissione Marín.
Tornato alla politica nazionale, nel 2000 è stato eletto deputato al Parlamento Ellenico. Ministro della marina mercantile tra il 2000 e il 2002, nel governo di Kōstas Simitīs, nel 2002 è stato candidato dal PASOK a sindaco di Atene, uscendo sconfitto dall'esponente di Nuova Democrazia Ntora Mpakogiannī. Tra il 2010 e il 2012 ha quindi ricoperto la carica di ministro della protezione civile nei governi di Giōrgos Papandreou e Lucas Papademos.
Dal 2013 è rappresentante della Grecia presso la Banca Mondiale.